# Street Parade

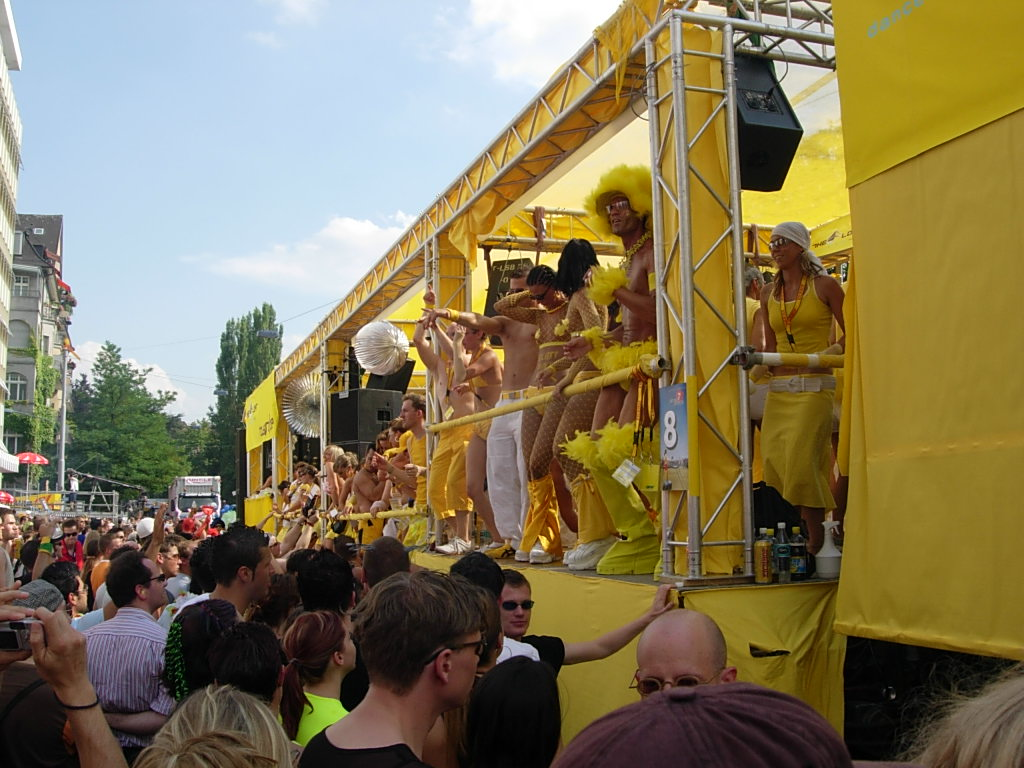
Street Parade in 2004

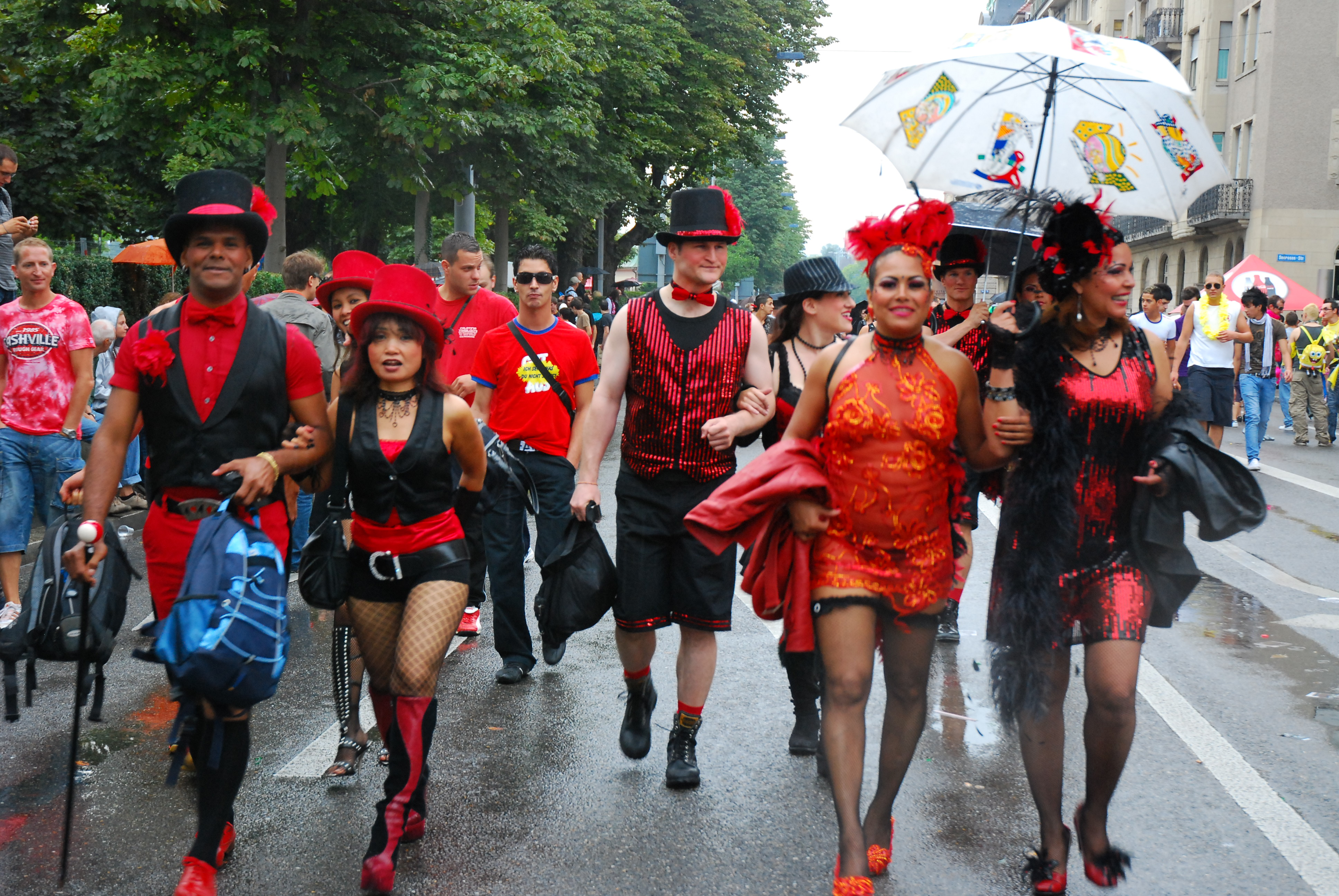
Street Parade in 2009

De Street Parade is een dansfestijn met technomuziek dat jaarlijks wordt gehouden in Zürich. Het is te vergelijken met de Love Parade. De Street Parade is de Love Parade qua bezoekersaantal sinds 2001 gepasseerd en is nu het grootste technofeest ter wereld. Het is tevens het grootste evenement dat jaarlijks in Zürich wordt gehouden.
Tot 1998 werd het festijn op de eerste zaterdag van augustus gehouden; sindsdien op de tweede zaterdag van augustus.
Geïnspireerd door de Love Parade, diende Marek Krynski in 1992 bij de politie van Zürich een verzoek in voor een demonstratie onder het motto een Demonstratie voor liefde, vrede, vrijheid, vrijgevigheid en tolerantie. De tocht liep van de Limmatquai door de Bahnhofstrasse.
Inmiddels voert de route rondom de oever van het Meer van Zürich, begint bij Utoquai in het Züricher Seequartier en gaat dan over de Bellevue, de Quaibrücke, over Bürkliplatz tot aan Hafendamm Enge. Over de route rijden Lovemobiles, waarop dj's hun muziek ten uitvoer brengen en de vrachtauto voor de rest gevuld is met ravers.
In 2005 waren er 32 Lovemobiles en er waren in totaal 871 dj's met een optreden op de vele party's, ook naast de Street Parade.
In 2006 waren er wederom 32 Lovemobiles op de straat.
In 2007 werd de Street Parade op 11 augustus gehouden met 23 Lovemobiles en meer dan 600 DJ's.
In 2008 werd de 17e Street Parade gehouden op 8 augustus met 27 Lovemobiles. De organisatie had een budget van 1,2 miljoen Zwitserse frank ter beschikking terwijl in totaal 150 miljoen Zwitserse frank door de "ravers" werd uitgegeven
| Jaar | Deelnemers | Motto                                       |
| ---- | ---------- | ------------------------------------------- |
| 1992 | 1000       | -                                           |
| 1993 | 10.000     | -                                           |
| 1994 | 20.000     | -                                           |
| 1995 | 150.000    | -                                           |
| 1996 | 350.000    | The Rave-olution continues                  |
| 1997 | 475.000    | Climb and Dance                             |
| 1998 | 450.000    | It's All In Your Hands                      |
| 1999 | 550.000    | More than words                             |
| 2000 | 750.000    | Believe in love                             |
| 2001 | 1.000.000  | Love, Freedom, Tolerance                    |
| 2002 | 650.000    | PEACE!                                      |
| 2003 | 900.000    | Let the sun shine                           |
| 2004 | 1.000.000  | Elements of culture                         |
| 2005 | 1.000.000  | Today is tomorrow                           |
| 2006 | 800.000    | Move Your Mind                              |
| 2007 | 800.000    | Respect                                     |
| 2008 | 820.000    | Friendship                                  |
| 2009 | 600.000    | Still have a dream                          |
| 2010 | 650.000    | Celebrate the Spirit of Street Parade       |
| 2011 | 900.000    | 20 Years Love, Freedom, Tolerance & Respect |